# Euspondylus spinalis
Euspondylus spinalis är en ödleart som beskrevs av  George Albert Boulenger 1911. Euspondylus spinalis ingår i släktet Euspondylus och familjen Gymnophthalmidae. Inga underarter finns listade i Catalogue of Life.